# Alexander Motyl
Alexander John Motyl (ur. 21 października 1953  w Nowym Jorku) – amerykański  historyk, politolog, artysta malarz i poeta pochodzenia ukraińskiego.
Studiował na  Columbia University, uzyskując licencjat summa cum laude z historii (B.A.)  w 1975  i stopień naukowy doktora (Ph.D)  nauk politycznych w 1984 na podstawie rozprawy The Ethnic Stability of the Soviet Multinational State: Conceptualization, Interpretation, Case Study.  Wykładał na Columbia University,  Lehigh University, Harvard University, obecnie jest profesorem nauk politycznych na  Rutgers University w Newark.
Specjalizuje się w problematyce Ukrainy, ZSRR i  Rosji, zagadnień  nacjonalizmu, rewolucji i imperiów.

## Prace
Monografie naukowe:
- The Turn to the Right. The Ideological Origins and Development of Ukrainian Nationalism, 1919 1929. Boulder: East European Monographs, 1980.
- Pidsumky imperii [Imperial Ends]. Kyiv: Krytyka, 2009.
- Puti imperi [Imperial Ends]. Moscow: School of Political Studies, 2004.
- Imperial Ends: The Decay, Collapse, and Revival of Empires. New York: Columbia University Press, 2001.
- Revolutions, Nations, Empires: Conceptual Limits and Theoretical Possibilities. New York: Columbia University Press, 1999.
- Dilemmas of Independence: Ukraine after Totalitarianism. New York: Council on Foreign Relations, 1993.
- Sovietology, Rationality, Nationality: Coming to Grips with Nationalism in the USSR. New York: Columbia University Press, 1990.
- Will the Non Russians Rebel? State, Ethnicity, and Stability in the USSR. Ithaca: Cornell University Press, 1987.

Opracowania:
- The Holodomor Reader. Edmonton, Canada: CIUS Press, forthcoming. With Bohdan Klid.
- Russia’s Engagement with the West: Transformation and Integration in the Twenty-First Century. Armonk, NY: Sharpe, 2004. With Blair Ruble and Lilia Shevtsova.
- The Encyclopedia of Nationalism. 2 vols. San Diego: Academic Press, 2000.
- Nations in Transit 2004. New Brunswick: Transaction, 2004. With Adrian Karatnycky and Amanda Schnetzer.
- Nations in Transit 2003. New Brunswick: Transaction, 2003. With Adrian Karatnycky and Amanda Schnetzer.
- Nations in Transit 2002. New Brunswick: Transaction, 2002. With Adrian Karatnycky and Amanda Schnetzer.
- Nations in Transit 2001. New Brunswick: Transaction, 2001. With Adrian Karatnycky and Amanda Schnetzer.
- Nations in Transit 2000. New Brunswick: Transaction, 2000. With Adrian Karatnycky  and Aili Piano.
- Nations in Transit 1998. New Brunswick: Transaction, 1998. With Adrian Karatnycky and Charles Graybow.
- Nations in Transit 1997. New Brunswick: Transaction, 1997. With Adrian Karatnycky and Boris Shor.
- Thinking Theoretically about Soviet Nationalities: History and Comparison in the Study of the USSR. New York: Columbia University Press, 1992.
- The Post Soviet Nations: Perspectives on the Demise of the USSR. New York: Columbia University Press, 1992.
- The Soviet Nationalities despite Gorbachev, Special Issue of  Nationalities Papers, spring 1991. With Henry Huttenbach.
- The Soviet Nationalities against Gorbachev. Special Issue of Nationalities Papers, spring 1990. With Henry Huttenbach.
- The Soviet Nationalities and Gorbachev. Special Issue of Nationalities Papers, spring 1989. With Henry Huttenbach.
- Volodymyr Vynnychenko, Diary: 1921 1925. Edmonton: Canadian Institute of Ukrainian Studies, 1983. With Hryhory Kostiuk.

Proza i poezja:
- The Jew Who Was Ukrainian. Somerville, MA: Cervena Barva Press, 2011.
- Flippancy. New York: Cantarabooks, 2009.
- Who Killed Andrei Warhol. Santa Ana, CA: Seven Locks, 2007.
- Whiskey Priest.  New York: iUniverse, 2005.

Artykuły:
- “Fascistoid Russia: Putin’s Political System in Comparative Context,” in Susan Stewart, Margarete Klein, Andrea Schmitz, and Hans-Henning Schröder, eds., Presidents, Oligarchs and Bureaucrats: Forms of Rule in the Post-Soviet Space (Farnham, UK: Ashgate, 2012), forthcoming.
- “The Ukrainian Nationalist Movement and the Jews: Theoretical Reflections on Nationalism, Fascism, Rationality, Primordialism, and History,” POLIN: Studies in Polish Jewry, forthcoming.
- “Tolerance and Minority Integration: On the Incoherence of International Norms,” Peter Sinnot, ed., Festschrift in Honor of Edward Allworth, forthcoming.
- “Was Andy Warhol Ukrainian? An Investigation of Ethnic Identity and Cultural Context,” Harvard Ukrainian Studies, forthcoming.
- “Introduction: Understanding the Ukrainian Famine of 1932-1933,” The Holodomor Reader. (Edmonton, Canada: CIUS Press, forthcoming). With Bohdan Klid.
- “Counterrevolution in Kiev: Hope Fades for Ukraine,” Foreign Affairs, November/December 2011. With Rajan Menon.
- “The Paradoxes of Paul Robert Magocsi: The Case for Rusyns and the Logical Necessity of Ukrainians,” Nationalities Papers, January 2011.
- “Why Is the KGB Bar Possible? Binary Morality and Its Consequences,” Nationalities Papers, September 2010.
- “The Social Construction of Social Construction,” Nationalities Papers, January 2010.
- “Deleting the Holodomor: Ukraine Unmakes Itself,” World Affairs, September/October 2010.
- “Ukrainian Blues: Yanukovych’s Rise, Democracy's  Fall,” Foreign Affairs, July/August 2010.
- “Can Ukraine Have a History?” Problems of Post-Communism, May/June 2010.
- “Russia’s Systemic Transformations since Perestroika: From Totalitarianism to Authoritarianism to Democracy—to Fascism?” The Harriman Review, March 2010.
- “The Key to Kiev: Ukraine’s Security Means Europe’s Stability,” Foreign Affairs, May/June 2009. With Adrian Karatnycky.
- “Rosiya ta Ukraina na vahakh demokratii [Russia and Ukraine on the Scales of Democracy],” Krytyka, March-April 2009.
- “Russland: Volk, Staat und Führer: Elemente eines faschistischen Systems, [Russia: People, State, and Leader: Elements of a Fascist System],” Osteuropa, January 2009.
- “Looking at the Holodomor through the Lens of the Holocaust,” in Lubomyr Y. Luciuk, Holodomor: Reflections on the Great Famine of 1932-1933 in Soviet Ukraine (Kingston, Canada: Kashtan Press, 2008).
- “Warum ist die KGB Bar möglich? [Why Is the KGB Bar Possible?],” Transit, summer 2008.
- “Three Years After: Theoretical Reflections on Ukraine’s Orange Revolution,” Harvard International Review, winter 2008.
- “Is Putin’s Russia Fascist?” National Interest Online, December 3, 2007.
- “Na osoblyvomu shlyakhu do fashyzmu [On the Road to Fascism],” Krytyka, November 2007.
- “Post-Weimar Russia,” Internationale Politik, Fall 2007.
- “Der eingebildete Starke,” Internationale Politik, March 2007.
- “The Myth of Russian Resurgence,” The American Interest, March/April 2007. With Rajan Menon.
- “Empire Falls,” Foreign Affairs, July/August 2006.
- “Is Everything Empire? Is Empire Everything? ” Comparative Politics, January 2006.
- “Pomarancheva kryza v demokratychniy perspektyvi [The Orange Crisis in Democratic Perspective],” Krytyka, September 2005.
- “Evrokryzova transformatsiya postsovyets’kykh tyahlostey [European Crisis and the Transformation of Post-Soviet Continuities],” Krytyka, July-August 2005.
- “Chy vse ye imperiyeyu? Chy imperiya ye vsim? [Is Everything Empire? Is Empire Everything?],” Krytyka, April 2005.
- “Institutional Legacies and Systemic Transformation in Eastern Europe: Ukraine, Russia, and the European Union,” Forum für osteuropäische Ideen- und Zeitgeschichte, no. 1, 2005.
- “State Stability and Political Risk in Emerging Markets,” in Sam Wilkin, ed., Country and Political Risk (London: Risk Books, 2004). With Preston Keat.
- “Russia’s Reintegration into the West: The Challenges Before Russia” and “Integrating Russia into the West: The Challenges Before the United States, Russia, and Europe,” in A. Motyl, Blair Ruble, and Lilia Shevtsova, eds., Russia’s Engagement with the West: Transformation and Integration in the Twenty-First Century (Armonk, NY: Sharpe, 2004). With Blair Ruble and Lilia Shevtsova.
- “Communist Legacies and New Trajectories: Democracy and Dictatorship in the Former Soviet Union and East Central Europe,” in Yitzhak Brudny, Jonathan Frankel, and Stefani Hoffman, eds., Restructuring Post-Communist Russia (Cambridge: Cambridge University Press, 2004).
- “Natsional’no-vyzvol’ni zmahannya natsionalizmu z liberalizmom [The National Liberation Struggles of Nationalism with Liberalism],” Krytyka, November 2003.
- “Theorizing Ukraine: Pessimistic Prognoses, Optimistic Rejoinders, and a Provocation or Two,” in Wsevolod Isajiw, ed., Society in Transition: Social Change in Ukraine in Western Perspectives (Toronto, Canada: Canadian Scholars’ Press, 2003).
- “Ukraine, Europe, and Russia: Exclusion or Dependence?” in Anatol Lieven and Dmitri Trenin, eds., Ambivalent Neighbors: The EU, NATO, and the Price of Membership (Washington, DC: Carnegie Endowment for International Peace, 2003).
- “Imagined Communities, Rational Choosers, Invented Ethnies,” Comparative Politics, January 2002.
- “Reifying Boundaries, Fetishizing the Nation: Soviet Legacies and Elite Legitimacy in the Post Soviet States,” in Ian Lustick and Brendan O’Leary, eds., Rightsizing the State: The Politics of Moving Borders. Oxford: Oxford University Press, 2001.
- “The Challenge of Russian Reform at a Time of Uncertainty,” in The Russia Initiative: Reports of the Four Task Forces (New York: Carnegie Corporation of New York, 2000). With Thomas Graham and Blair Ruble.
- “Ten Years after the Soviet Collapse: The Persistence of the Past and Prospects for the Future,” in Adrian Karatnycky, Alexander J. Motyl, and Amanda Schnetzer, eds., Nations in Transit 2001 (New Brunswick: Transaction, 2001).
- “Liberalism, Nationalism, and National Liberation Struggles,” Hagar: International Social Science Review (Israel), 2001.
- “Inventing Invention: The Limits of National Identity Formation,” in Ronald Grigor Suny and Michael D. Kennedy, eds. Intellectuals and the Articulation of the Nation. Ann Arbor: University of Michigan Press, 1999.
- “Why Empires Reemerge: Imperial Collapse and Imperial Revival in Comparative Perspective,” Comparative Politics, January 1999.
- “State, Nation, and Elites in Independent Ukraine,” in Taras Kuzio, ed., Contemporary Ukraine: Dynamics of Post Soviet Transformation. Armonk: M.E. Sharpe, 1998.
- “After Empire: Competing Discourses and Inter State Conflict in Post Imperial Eastern Europe,” in Barnett Rubin and Jack Snyder, eds., Post Soviet Political Order. London: Routledge, 1998.
- “Making Sense of Ukraine,” The Harriman Review, winter 1998.
- “Structural Constraints and Stating Points: The Logic of Systemic Change in Ukraine and Russia,” Comparative Politics, July 1997.
- “Institutional Legacies and Reform Trajectories,” in Adrian Karatnycky et al, eds., Nations in Transit 1997. New Brunswick: Transaction: 1997.
- “Thinking about Empire,” in Karen Barkey and Mark von Hagen, eds., After Empire: Multiethnic Societies and Nation Building. Boulder: Westview, 1997.
- “The Non Russian States: Soviet Legacies and Post Soviet Transformations,” in Roger Kaplan, ed., Freedom in the World. New York: Freedom House, 1997.
- “Ukraine: From Empire to Statehood” (with Bohdan Krawchenko), in Ian Bremmer and Ray Taras, eds., Nations and Politics in the Soviet Successor States. Cambridge: Cambridge University Press, 1996, 2nd ed.
- “Ukraine,” Collier’s Encyclopedia.
- “Russia: Soviet Remnants,” in Roger Kaplan, ed., Freedom in the World. New York: Freedom House, 1996.
- “Russia, Ukraine, and the West: What Are America's Interests?” American Foreign Policy Interests, February 1996.
- “The Conceptual President: Leonid Kravchuk and the Politics of Surrealism,” in Timothy Colton and Robert Tucker, eds., Patterns in Post Soviet Leadership. Boulder: Westview, 1995.
- “Zurück zum Kalten Krieg? Russland und die Zukunft Europas,” in Urs Altermatt and Emil Brix, eds., Schweiz und Österreich. Vienna: Böhlau, 1995.
- “Reform, Transition, or Revolution? The Limits to Change in the Post Communist States,” Contention, fall 1994.
- “Negating the Negation: Russia, Not Russia, and the West,” Nationalities Papers, spring 1994.
- “Vladimir Zhirinovsky: A Man of His Times,” The Harriman Review, spring 1994.
- “Russian Security, Neoimperialism, and the West,” Atlantisch Perspectief, no. 2, 1994.
- “The Labyrinth of Social Theory,” Obshchestvennye nauki i sovremennost', no. 1, 1994.
- “Will Ukraine Survive 1994?” The Harriman Institute Forum, January 1994.
- “Imperial Collapse and Revolutionary Change: Austria Hungary, Tsarist Russia, and the Soviet Empire,” in Jürgen Nautz, ed., Die Wiener Jahrhundertwende. Vienna: Böhlau, 1993.
- “The Dilemmas of Sovietology and the Labyrinth of Theory,” in Frederic Fleron and Erik Hoffmann, eds., Post Communist Studies and Political Science. Boulder: Westview, 1993.
- “Nach der Sintflut: Totalitarismus und Nationalismus im ehemaligen Sowjetreich,” Österreichische Osthefte, no. 2, 1993.
- “The End of Sovietology: From Soviet Studies to Post Soviet Studies,” in Alexander J. Motyl, ed., The Post Soviet Nations. New York: Columbia University Press, 1992.
- “Concepts and Skocpol: Ambiguity and Vagueness in the Study of  Revolution,” Journal of Theoretical Politics, January 1992.
- “The Modernity of Nationalism: Nations, States, and Nation States in the Contemporary World,” Journal of International Affairs, winter 1992.
- “Building Bridges and Changing Landmarks: Theory and Concepts in the Study of Soviet Nationalities,” in Alexander J. Motyl, ed., Thinking Theoretically about Soviet Nationalities. New York: Columbia University Press, 1992.
- “Dmytro Dontsov,” Politolohichni chytannia, no. 1, 1992.
- “Russian Hegemony and Non Russian Insecurity: Foreign Policy Dilemmas of the USSR's Successor States,” The Harriman Institute Forum, December 1991.
- “Empire or Stability? The Case for Soviet Dissolution,” World Policy Journal, summer 1991.
- “Totalitarian Collapse, Imperial Disintegration, and the Rise of the Soviet West,” in Michael Mandelbaum, ed., The Rise of Nations in the Soviet Union. New York: Council on Foreign Relations, 1991.
- “From Imperial Decay to Imperial Collapse: The Fall of the Soviet Empire in Comparative Perspective,” in Richard Rudolph and David Good, eds., Nationalism and Empire: The Habsburg Monarchy and the Soviet Union. New York: St. Martin’s Press, 1991.
- “Helping Gorbachev or Helping the Republics? The Unreformable Soviet Federation and the West,” in Allan Kagedan, ed., Ethnicity and the Soviet Future. Ottawa: The Norman Paterson School of International Affairs, 1991.
- “Rights, Rituals, and Soviet American Relations,” in Robert Jervis and Seweryn Bialer, eds., Soviet American Relations after the Cold War. Durham: Duke University Press, 1991.
- “Reassessing the Soviet Crisis: Big Problems, Muddling Through, Business as Usual,” Political Science Quarterly, summer 1989.
- “Policing Perestroika: The Indispensable KGB,” The Harriman Institute Forum, August 1989.
- “`Sovietology in One Country' or Comparative Nationality Studies?” Slavic Review, spring 1989.
- “The Sobering of Gorbachev: Nationality, Restructuring, and the West,” in Seweryn Bialer, ed., Politics, Society, and Nationality inside Gorbachev's Russia. Boulder: Westview Press, 1989.
- “Viacheslav Lypyns'kyi and the Politics of Ukrainian Monarchism,” Canadian Slavonic Papers, March 1985.
- “Ukrainian Nationalist Political Violence in Inter War Poland,” East European Quarterly, March 1985.
- “Poland and the USSR: Troubles in the Workers' Paradise,” Great Decisions, Foreign Policy Association, 1982.
- “The Foreign Relations of the Ukrainian SSR,” Harvard Ukrainian Studies, March 1982.
- “Poland,” “Czechoslovakia,” in Adrian Karatnycky et al., Workers' Rights, East and West. New Brunswick: Transaction, 1980.
- “Roy Medvedev: Dissident or Conformist?” Survey, summer 1980.
- “The Organization of Ukrainian Nationalists and the Galician Working Class,” Suchasnist, February 1980.
- “The Rural Origins of the Communist and Nationalist Movements in Wołyn Województwo,” Slavic Review, September 1978.

## Źródła, linki
- Foreign Affairs – Alexander Motyl
- Kyivpost – Alexander Motyl
- Rutgers University – Alexander Motyl. ncas.rutgers.edu. [zarchiwizowane z tego adresu (2013-06-26)].
- Columbia University – Alexander Motyl
- World Affairs Journal – blog Alexandra Motyla
- Fine Arts America – prace graficzne Alexandra Motyla